# Queso Pregondón

Ubicación del concejo de Amieva en Asturias

El queso Pregondón es un queso elaborado en la Comunidad Autónoma del Principado de Asturias (España). Es un queso que se ha comenzado a elaborar en el año 2009, similar en apariencia al  queso Gamonéu.

## Elaboración
Este queso se elabora con leche cruda de cabra.

## Características
- En su interior la pasta es de un color blanco intenso, con alguna tonalidad amarilla intensa mínima en la zona pegada a la corteza. En esa zona también se perciben leves manchas verdes, derivadas de su maduración.
- Tiene una corteza delgada adquirida en la cueva, color grisáceo intenso, con tonalidades pardas con alguna veta verdosa, y cuenta con varios tipos de moho dependiendo de su curación.
- Su textura es elástica, compacta, algo terrosa.
- El sabor es potente e intenso.
- Cuanta más curación tiene se pone más picante debido a que es puro de cabra.

## Zona de elaboración
Este queso se elabora la localidad de Pregondón, en el concejo asturiano de Amieva, por la Quesería Jaime.